# Rodekasteel

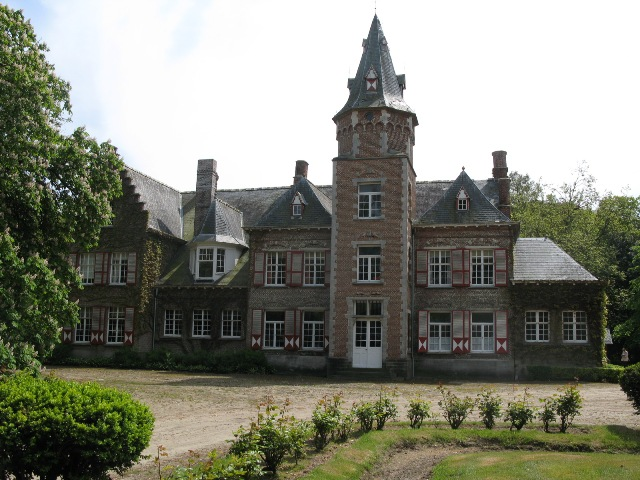
Rodekasteel in Eernegem

Het Rodekasteel (ook: Abtskasteel, of Kasteel Lantonnois van Rode) is een kasteel in de tot de West-Vlaamse gemeente Ichtegem behorende plaats Eernegem, gelegen aan de Zedelgemsesteenweg 164-166. Sinds 2022 werd het kasteel omgevormd tot een eventlocatie en kreeg de naam Kasteel van Eernegem.

## Geschiedenis
Een goed dat toebehoorde aan de Sint-Pietersabdij van Oudenburg werd door het Franse bewind verbeurd verklaard en omstreeks 1790 aangekocht door ene Jean-Baptiste Serruys. Hij liet hier een speelhuis bouwen, dat in 1835 werd aangeduid als: Château de mr. Serruys. De familie bleef eigenaar tot 1879. Het U-vormige gebouw met bijgebouwen was omgeven door tuinen. In 1879 werd het kasteel verkocht aan Augustus Carbon-David. Uitbreidingen en verbouwingen vonden plaats, waaronder die van 1930, waarbij op het domein ook een diamantslijperij werd gebouwd. In 2022 werd het kasteel verkocht aan de familie Haerens - Depoorter uit Nieuwpoort/Oostende. Het kasteel werd broodnodig gerenoveerd en voorzien van de laatste technieken en staat vanaf 2023 ter beschikking als evenlocatie/feestzaal met doelgroep huwelijksfeesten.

## Complex
Het huidige kasteel heeft vijf traveeën en twee bouwlagen, en is streng symmetrisch van opzet, ondanks de gefaseerde totstandkoming. De diamantslijperij is nog aanwezig maar vervallen. Verder is er een wagenhuis met schuur en stalling. In de 2e helft van de 19e eeuw werd een park in landschapsstijl aangelegd. Voorts is er een conciërgewoning, een koetshuis en een hovenierswoning, een duiventoren van 1951 of ouder, een koetsierswoning, een boswachterswoning en een kapel van 1926, gewijd aan het Heilig Hart.